# Fariaho
Fariaho ist ein Spielfilm der DEFA von Roland Gräf aus dem Jahr 1983, nach einer Geschichte von Martin Stephan (* 1945).

## Handlung
In den 1950er Jahren zieht der alte Puppenspieler Sebastian Fußberg noch immer mit seinem EMW durchs Land – als Vertreter einer Kunst, die vor dem Aussterben zu stehen scheint und deren Wiederbelebung und Erneuerung noch in weiter Ferne ist. Ihm fehlt für sein Puppenspiel ein zweiter Mann, um seine Aufführungen verwirklichen zu können. Deshalb will er den Enkel seines ehemaligen Partners dafür werben. Dessen Mutter ist davon gar nicht begeistert, arbeitet Achim Lobau doch als Kellner in der elterlichen Gaststätte. Doch Achim hält es nicht mehr zu Hause und er schließt sich Sebastian an. Sie leben mehr schlecht als recht von ihren Darbietungen, für die es eigentlich nur noch Kinder und alte Leute als Interessenten gibt. Es gibt nur das altvertraute Repertoire, dessen Glanzstück „Genoveva“ gar nicht so sehr in eine kulturpolitische Landschaft passen will, in der Traktoristen und Aktivisten wichtiger als alte Rittergeschichten sind. Sebastian Fußberg hat Schlimmes hinter sich, war jahrelang im Konzentrationslager, weil den Faschisten auch Fahrendes Volk nicht in ihren Volksgemeinschaftswahn passte. Was er aber am wenigsten verkraftet ist, dass sein Partner im Konzentrationslager umgekommen ist, während er schon vorzeitig entlassen wurde.
Achim arbeitet sich gut ein und wird ein guter Puppenspieler. Als das Auto wieder einmal kaputt ist, lernen sie nach einer Vorstellung vor Arbeitern einer Baustelle das Mädchen Marianne kennen, die, wenn sie nicht putzt, in den Betten der Bauleute liegt. Einzige Bedingung, um mit ihr ins Bett zu gehen, ist, das rote Fußballtrikot ihres Freundes anzuziehen, der in einem Heim ist und den sie nach seiner Entlassung heiraten will. Sie schließt sich den Puppenspielern an. Achim hat jetzt auch des Öfteren das rote Trikot an. Diese Drei haben aber nur ein geringes Maß an Gemeinsamkeit. Der Individualist Fußberg hat offensichtlich das Maß menschlicher Erschütterung voll ausgeschritten, aber in ihm lebt noch die Leidenschaft zur Kunst, die Naivität seiner Puppen, etwas auch von ihrer Kraft. Von seinen Idealen hat er nichts preisgegeben. Das verleiht ihm die Fähigkeit, die richtigen Antworten für die beiden jungen Leute zu finden, ihnen auch Haltung vorzuleben. Da ist vieles, was sie von ihm annehmen: Selbstachtung und Würde, emotionale Kraft, Gefühl und Sensibilität. Die beiden jungen Leute trennen sich von Sebastian, erst Marianne, die vorgibt, zu ihren Eltern zu wollen, und etwas später auch Achim. Herkunft und Lebenserfahrung sind doch zu verschieden. Sebastian bewältigt seine Vergangenheit, in dem er Puppen mit dem Aussehen bekannter Nazigrößen, die in seinem Keller lagerten, verbrennt. Die letzten Bilder zeigen ihn nachdenklich bei der Einfahrt in eine neue große Stadt.

## Produktion
Fariaho wurde von der Künstlerischen Arbeitsgruppe „Babelsberg“ auf ORWO-Color gedreht und hatte am 1. September 1983 im Berliner Kino International Premiere. Die Erstausstrahlung im 1. Programm des Fernsehen der DDR fand am 22. November 1985 statt und am 6. März 1986 wurde er erstmals in den Kinos der Bundesrepublik gezeigt.

## Kritik
Das Lexikon des internationalen Films bezeichnete den Film als einen stilvollen und hintergründigen Film mit tragikomischen Zügen, der die Begegnung von Menschen und Generationen mit Behutsamkeit und Sensibilität gestaltet; nicht nur als eine Reflexion über unbewältigte Vergangenheit im Faschismus, sondern auch über die unverzichtbare Individualität des Menschen. Im Neuen Deutschland findet Horst Knietzsch, dass inzwischen Roland Gräf mit seinen Filmen wieder in die Arme des erzählenden Kinos zurückgekehrt ist, das Dramatische allerdings ist seine Stärke, auch in Fariaho, noch nicht. Auch hier zumeist eine flächige Figurengestaltung. Das Woher und die seelische Bedrängnis der Charaktere werden häufig nur verbal mitgeteilt. Die Neue Zeit stellt fest, dass Fariaho ein Film des sparsamen Reichtums ist, und in ihm drei Menschen sind, ein alter und zwei junge, gleichermaßen auf der Suche nach Sinn ihres Lebens.